# 苗山冬青
苗山冬青（学名：Ilex chingiana）为冬青科冬青属的植物，是中国的特有植物。分布在中国大陆的湖南、贵州、广西等地，生长于海拔800米的地区，常生长在山地阔叶林中，目前尚未由人工引种栽培。

## 形态
苗山冬青是一种常绿树，高可达12米左右，有粗壮的、圆柱形的树枝。树枝尖端的芽呈圆锥形。树枝侧面的芽呈球形，芽上没有毛。苗山冬青的叶子厚，呈皮革质，长11至15厘米，宽4至5厘米，在它的基部是圆形的，尖端则是尖的。叶的边上有齿。叶子是绿色的，背面的颜色比较浅。主脉在正面凹入，在背面突出。叶子上有8至12条侧脉。叶柄长1至1.5厘米。
苗山冬青的花非常不明显。果实簇生，但是一般一簇里只有一枚能够成熟。果柄长2至4毫米。果实是球形的，直径在15至20毫米间，成熟后为红色。
苗山冬青的开花期是5月，果实在8至11月间成熟。

## 异名
- Ilex chingiana Hu et Tang var. puberula S. Y. Hu